# Dag Thelander
Dag Thelander, född 1983, är en svensk dramatiker, främst känd för Trollkarlen från Chicago.Han har även skrivit Innan nån dog, publicerad på Polaris.